# Monte Sissone
Il Monte Sissone (3.330 m s.l.m.) è una montagna delle Alpi Retiche occidentali (sottosezione Alpi del Bernina). Si trova tra la Val Masino, la Valmalenco, e la Valle del Forno lungo la frontiera tra l'Italia e la Svizzera.